# Municipio de Dolores (kommun)
Municipio de Dolores är en kommun i Guatemala.   Den ligger i departementet Petén, i den nordöstra delen av landet, 240 km nordost om huvudstaden Guatemala City.